# OZMAFIA!!
『OZMAFIA!!』（オズマフィア）は、2013年6月28日にPoni-Pachet SYから発売された日本のパソコンゲーム。新要素を追加したバージョンの『OZMAFIA!!-vivace-』（オズマフィア ヴィヴァーチェ）はdramatic createが発売元となり、2015年2月26日にPlayStation Vita版が発売、2020年8月27日にNintendo Switch版が発売された。短編テレビアニメが2016年7月より放送。

## ストーリー
記憶を失った少女、フーカは見知らぬ街を彷徨う中で突然何者かに追われてしまう。追いつめられる中、彼女は街を支配するマフィアのひとつ・オズファミリーに助けられる。

## 登場人物
声はゲームとアニメ / 演は舞台のキャスト。 
フーカ
声 - 花村晃子 / 演 - 加藤美紅（初演）、一村すみれ（sink into oblivion）
本作の主人公。（ゲームのみ）
名前を含む自分に関する記憶がすべてなく、街をさまよっていたところをオズファミリーに拾われる。元気でバカ正直。

### オズファミリー
アニメではオズファミリー主要3人はオズ学園の教師となっている。
カラミア
声 - 新垣樽助 / 演 - 小沼将太（初演）、神永圭佑（sink into oblivion）
オズファミリーのボス。おおらかな性格で、街の人気者。
「オズの魔法使い」に登場するライオンをイメージした人物。
キリエ
声 - 興津和幸 / 演 - 山口大地（初演）、谷佳樹（sink into oblivion）
オズファミリーの相談役。一見すると物腰柔らかいが実は腹黒で計算高い。
「オズの魔法使い」に登場する案山子をイメージした人物。
アクセル
声 - 梯篤司 / 演 - 鶏冠井孝介（初演）、遊馬晃祐（sink into oblivion）
オズファミリーの幹部。寡黙で、指示された事以外はしない。
「オズの魔法使い」に登場するブリキの樵をイメージした人物。
ユーディ
声 - 高橋信 / 演 - 神田聖司（初演）
オズファミリーの構成員。女好き。
アニメではオズ学園の生徒。
ウェルテ
声 - 岡本光右 / 演 - 和輝（初演）
オズファミリーの構成員。2児の父。

### グリムファミリー
スカーレット
声 - 市来光弘 / 演 - 植田慎一郎（初演）、八島諒（sink into oblivion）
グリムファミリーの幹部。クールだが丁寧かつ律儀。抗争に興味がなく、争いへの参加は消極的。
グリム童話の「赤ずきん」をイメージした人物。
アニメではオズ学園に転入してきた高校生。
ヘンゼル
声 - 榎木淳弥 / 演 - 長倉正明（初演）、橋谷拓玖（sink into oblivion）
グリムファミリーの幹部。グレーテルの双子の兄。好戦的で超プラス思考。
グリム童話の「ヘンゼルとグレーテル」のヘンゼルをイメージした人物。
アニメではグリム学園の生徒。
グレーテル
声 - 野月まさみ / 演 - 香月ハル（初演）、木下綾菜（sink into oblivion）
グリムファミリーの幹部。ヘンゼルの双子の妹。常に悲観的で口が悪い。兄と同じく好戦的。
グリム童話の「ヘンゼルとグレーテル」のグレーテルをイメージした人物。
アニメではグリム学園の生徒。
ハーメルン
声 - 原英士（PC版）、小野友樹（PS Vita版、アニメ） / 演 - 奥谷知弘（初演）、川﨑優作（sink into oblivion）
グリムファミリーのボス。軟派だが大らかな性格で部下に慕われている。理由あって現在はファミリーを留守にしている。
グリム童話の「ハーメルンの笛吹き男」をイメージした人物。
アニメではグリム学園の教師。

### ウォールフガング
シーザー
声 - 桐本拓哉 / 演 - 吉岡佑（初演）、安東秀大郎（sink into oblivion）
無法者の集団「ウォールフガング」のリーダー。残虐で、他人を傷つけることを厭わない。
アニメではオズ学園の警備員。
ソウ
声 - 井口祐一 / 演 - 赤澤遼太郎（初演）、大薮丘（sink into oblivion）
シーザーの右腕。穏やかで明るく、人懐っこい。
アニメではオズ学園の学園長。

### 長靴ファミリー
パシェ
声 - 藤井京子
長靴ファミリーのボス。生真面目で正義感が強い女性騎士。
「長靴をはいた猫」をイメージした人物。
アニメではオズ学園の生徒会長。
ベルシー
声 - 峰岸佳
長靴ファミリーの構成員。パシェの世話役。
アニメではスカーレットのクラスメイト。

### ハイジファミリー
ヘイディ
声 - 豊島武人（ゲーム）、高橋英則（アニメ） / 演 - 小島ことり（sink into oblivion）
ハイジファミリーのボス。存在感と安定感のあるオネエさん。巨大な酪農場を営んでいる。
「アルプスの少女ハイジ」のハイジをイメージした人物。
アニメではオズ学園の食堂のオバちゃん。
ペーター
声 - 千葉泉 / 演 - 恵麻（sink into oblivion）
ハイジファミリーの相談役。非常に無口。
「アルプスの少女ハイジ」のペーターをイメージした人物。

### アンデルセンファミリー
アンデ
声 - 内山由貴 / 演 - 関谷真由（初演）、星守紗凪（sink into oblivion）
アンデルセンファミリーのボス。喜怒哀楽が激しく、単純明快。
アンデルセン童話の「マッチ売りの少女」をイメージした人物。
アニメではオズ学園の生徒。
エリング
声 - 車谷絵里 / 演 - 桝井賢斗（初演）、大見洋太（sink into oblivion）
アンデルセンファミリーの幹部。人見知りで自信がなく、いつもなにかに怯えている。滞空能力を持つ。
アンデルセン童話の「みにくいアヒルの子」をイメージした人物。
メリサス
声 - 岡本光右 / 演 - 岡本光右（初演・声の出演）
アンデルセンファミリーの相談役。手のひらサイズの聡明な老紳士。
アンデルセン童話の「親指姫」をイメージした人物。

### オスカー・ワイルド
アニメでは3人とも街の住人となっており、表向きは執事喫茶を営んでいる。素性は不明。
ドリアン・グレイ
声 - 本田裕之 / 演 - 須永風汰（sink into oblivion）
娼館「オスカー・ワイルド」の支配人。教会の管理者で、神父の仕事も請け負っている。
オスカー・ワイルドの「ドリアン・グレイの肖像」をイメージした人物。
アルファーニ
声 - 山口和也 / 演 - 白石康介（sink into oblivion）
娼館「オスカー・ワイルド」の男娼。男女問わず魅了する美貌の持ち主。
オスカー・ワイルドの「幸福な王子」をイメージした人物。
マンボイ
声 - 栗津貴嗣 / 演 - 小鳥遊潤一（sink into oblivion）
娼館「オスカー・ワイルド」の受付兼雑用係。人事や金銭の管理なども任されている。
オスカー・ワイルドの「幸福な王子」のツバメをイメージした人物。

### シャーウッド診療所
ロビン・フッド
声 - 藤波聡 / 演 - 湯本健一（初演）、黒沢隆智（sink into oblivion）
シャーウッド診療所を営む街で唯一の医者。ファミリーや身分を問わず平等に治療する。
「ロビン・フッド」をイメージした人物。
アニメではオズ学園の養護教諭。

### その他
ドロシー
演 - 千葉泉（初演・声の出演）

## 音楽CD
- Character Songシリーズ
  - VOL 1. 「CARAMIA」（2013年11月7日発売）
  - VOL 2. 「AXEL」（2014年1月22日発売）
  - VOL 3. 「SCARLET」（2014年6月4日発売）
  - VOL 4. 「KYRIE」（2014年7月9日発売）
- Original Sound Tracks 「VIVACE!!」（2015年11月25日発売）

## 関連書籍
小説
OZMAFIA!! 流星夜の願い事
エンターブレインのビーズログ文庫より発売。著者は矢島さら。
- 2013年8月12日発売、ISBN 978-4-047-29083-9

漫画
OZMAFIA!!
双葉社『WEBコミックアクション』にて連載。作画は月ヶ瀬ゆりの。単行本全3巻。
1. 2013年9月12日発売、ISBN 978-4-575-84287-6
2. 2014年6月10日発売、ISBN 978-4-575-84428-3
3. 2015年7月28日発売、ISBN 978-4-575-84654-6

OZMAFIA!!presents 淫美なるオスカー・ワイルドの館
宙出版より発売。オスカー・ワイルド編のスピンオフ。作画は柚乃ぺこ、黒邑基人、御井ミチル。
- 2014年6月17日発売、ISBN 978-4-7767-3780-3

## ラジオ

### Webラジオ
『OZMAFIA!!ぐだぐだレイディオ』のタイトルで不定期に期間限定で配信される。パーソナリティーはその都度ランダム。
| 放送回    | 配信期間                         | パーソナリティー                             | 備考                                                                                              |
| --------- | -------------------------------- | -------------------------------------------- | ------------------------------------------------------------------------------------------------- |
| 第1回     | 2014年01月01日 - 2014年01月15日  | 新垣樽助、桐本拓哉                           |                                                                                                   |
| 第2回     | 2014年06月28日 - 2014年07月31日  | 新垣樽助、興津和幸、梯篤司                   |                                                                                                   |
| 第3回     | 2015年 1月1日 - 2015年01月31日   | 新垣樽助、桐本拓哉、市来光弘                 |                                                                                                   |
| 第4回     | 2015年 6月28日 - 2015年 7月31日  | 新垣樽助、興津和幸、梯篤司                   | 告知ゲストとして桐本拓哉が出演                                                                    |
| 第5回     | 2016年 1月1日 - 2016年 1月31日   | 新垣樽助、桐本拓哉、井口祐一、高塚智人       | イベントMC、Poni-Pachet SY次回作出演として高塚智人が出演 作中ではオズファミリーの新人幹部トモヒト |
| 第6回プレ | 2016年 6月28日 - 2016年07月16日  | 新垣樽助、興津和幸、梯篤司                   | 収録日にプレ版として配信                                                                          |
| 第6回     | 2016年 7月16日 - 2016年08月16日  | 新垣樽助、興津和幸、梯篤司                   |                                                                                                   |
| 第7回     | 2016年 12月13日 - 2017年01月23日 | 新垣樽助、峰岸佳、高橋信                     | 告知ゲストとして桐本拓哉が出演                                                                    |
| 第8回     | 2017年01月16日 - 2017年02月06日  | 新垣樽助、興津和幸、梯篤司                   |                                                                                                   |
| 第9回プレ | 2017年 6月28日 - 2017年09月03日  | 新垣樽助、梯篤司、高橋信                     | 直前収録のためプレ版として配信                                                                    |
| 第9回     | 2017年 7月31日 - 2017年09月01日  | 新垣樽助、梯篤司、高橋信                     | ドラマパートに興津和幸が出演                                                                      |
| 第9.5回   | 2017年 8月25日 - 2017年09月30日  | 新垣樽助、高橋信、小沼将太、山口大地、吉岡佑 | 舞台版キャスト共に特別編として配信                                                                |
| 第10回    | 2018年03月22日 - 2018年04月22日  | 新垣樽助、桐本拓哉                           |                                                                                                   |
| 第11回    | 2018年6月28日 - 2018年7月31日    | 新垣樽助、興津和幸、梯篤司                   |                                                                                                   |

#### コーナー
アクセルくんのビックリお菓子大会
メジャーなお菓子の、自分にしかない食べ方や、ちょっと変わったオススメの食べ方を募集。
相談役に相談できないですボスお悩み相談コーナー
お悩み相談コーナー。
明日から使える楽しい方言のコーナー
方言にまつわるクイズや、作中のセリフを方言に直して実演する。
900人のオズマフィアおじさん
作中に登場しそうな900人のおじさんの性格や特徴などの設定を募集。第5回にて井口が発案。

### 地上波ラジオ
『C.P.United feat.OZMAFIA!!』のタイトルで2016年7月1日から9月30日までラジオ関西にて毎週金曜23:30 - 00:00に放送されていた。パーソナリティーはアニメ総監督のひらさわひさよしとスカーレット役の市来光弘。アシスタントは鈴木美咲。

#### コーナー
穴埋めシナリオクリエイター
一部が空欄になった物語のあらすじを発表し、空欄に入る言葉を募集。
勝手にセリフ予測
今後のアニメに出てくるセリフを発表し、そのセリフがどのような流れで使われるかの予想を募集。
明日使える言い訳講座
お題に対し、思わず笑ってしまうような言い訳を募集。

#### ゲスト
新垣樽助
第3回、第4回
梯篤司
第5回、第6回
高橋英則
第7回、第8回

## テレビアニメ
2016年7月から9月まで5分枠のショートアニメとして放送された。原作とは設定が大きく異なり学園アニメとなる。
ショートアニメを多く手掛けるクリエイターズインパックがアニメーション制作を担当した。同社は新進クリエイターを育成するための組織のような性格があり、本作において演出として参加していた橘さおりは元々撮影スタッフであり、クリエイターズインパック大阪の制作プロデューサー・はたなかたいちの推薦によって演出に起用された経緯がある。

### スタッフ
- 原作・キャラクター原案 - 『OZMAFIA!!』Poni-Pachet SY/HOBIBOX
- 監修 - さとい
- 総監督・音響監督 - ひらさわひさよし
- シリーズ構成・シナリオ - ゆーます
- アニメーションキャラクター原案 - なつのはむと
- アニメーションキャラクターデザイン・総作画監督 - 黒岩園加
- 音楽制作 - project lights
- 色彩設計 - 鈴木咲絵
- 撮影監督 - Creators in Pack Osaka、林幸司
- アニメーション制作 - Creators in Pack Inc.
- 製作 - OZMAFIA!!製作委員会

### 主題歌
エンディングテーマ
「I love you more」（第1、4、7、8、10、12話）
歌 - Article One
「If the World Gives Up」（第2、5話）
歌 - Article One
「Love You Tomorrow」（第3、6、9、11話）
歌 - Article One

### 各話リスト
| 話数 | サブタイトル       | 絵コンテ     | 演出     | 作画監督                          |
| ---- | ------------------ | ------------ | -------- | --------------------------------- |
| 01   | ようこそオズ学園へ | みつたかずき | おゆなむ | 黒岩園加                          |
| 02   | 救済               | みつたかずき | おゆなむ | 花井柚都子                        |
| 03   | 補習部             | みつたかずき | おゆなむ | Creators in Pack Osaka 花井柚都子 |
| 04   | 食堂               | みつたかずき | おゆなむ | 鶴田愛 野道佳代                   |
| 05   | 手紙               | みつたかずき | おゆなむ | Creators in Pack Osaka 花井柚都子 |
| 06   | 襲撃               | みつたかずき | おゆなむ | Creators in Pack Osaka 花井柚都子 |
| 07   | ドーナツ           | みつたかずき | おゆなむ | 中武学                            |
| 08   | 生徒会長           | みつたかずき | おゆなむ | Creators in Pack Osaka 花井柚都子 |
| 09   | 校外学習           | みつたかずき | おゆなむ | Creators in Pack Osaka 花井柚都子 |
| 10   | 危険物             | みつたかずき | おゆなむ | 中武学                            |
| 11   | 代理               | みつたかずき | おゆなむ | 鶴田愛                            |
| 12   | 稲穂色             | みつたかずき | おゆなむ | Creators in Pack Osaka 花井柚都子 |

### 放送局
| 放送期間                | 放送時間                     | 放送局     | 対象地域 | 備考 |
| ----------------------- | ---------------------------- | ---------- | -------- | ---- |
| 2016年7月7日 - 9月22日  | 木曜 0:00 - 0:05（水曜深夜） | TOKYO MX   | 東京都   |      |
| 2016年7月12日 - 9月27日 | 火曜 1:30 - 1:35（月曜深夜） | サンテレビ | 兵庫県   |      |

| 放送期間                | 放送時間     | 配信元             | 備考 |
| ----------------------- | ------------ | ------------------ | ---- |
| 2016年7月12日 - 9月27日 | 火曜 10:00 - | DMM.com            |      |
|                         |              | ニコニコチャンネル |      |
|                         | 火曜 12:00 - | dアニメストア      |      |
|                         |              | バンダイチャンネル |      |
|                         | 火曜 12:00 - | 楽天ショウタイム   |      |

### 映像ソフト
2016年10月28日にBlu-ray・DVDが発売。TVシリーズ全12話の他、OVA1話が追加収録される。

## 舞台
舞台「OZMAFIA!!」が、2017年9月6日から10日までスペース・ゼロにて上演された。
舞台「OZMAFIA!! sink into oblivion」が、2019年10月23日から27日までスペース・ゼロにて上演された。

### スタッフ (舞台)
- 原作 - Poni-Pachet SY
- 監修 - ゆーます(Poni-Pachet SY）
- 脚本 - 小日波著書
- 演出 - 伊勢直弘

### キャスト (舞台)
主要キャストは#登場人物を参照。
初演
- アンサンブルキャスト - 佐々木恭祐、成瀬隆典、岡本笙、藤田晋之介、橋谷拓玖、河野晴日(JBアナザーズ)

sink into oblivion
- アンサンブルキャスト - 坂本和基、橋本征弥、平澤佑樹、関根耀、深澤悠斗、辻村晃慶